# Manic Street Preachers
I Manic Street Preachers sono un gruppo rock alternativo gallese talora associato alla scena britpop, formatosi nel 1986 a Blackwood, in Galles.
Assursero alla fama nel Regno Unito alla fine degli anni novanta.
Nella prima parte della loro carriera erano considerati un gruppo punk rock, la loro musica è ora spesso vista come rock alternativo.
I membri dei Manic Street Preachers hanno vissuto durante l'infanzia lo sciopero dei minatori degli anni ottanta. I loro testi e le loro performance esprimono una netta posizione politica socialista. Una volta hanno dedicato un premio a Arthur Scargill, leader del National Union of Mineworkers e in seguito del Socialist Labour Party, e hanno fatto un celebre concerto a Cuba.
Parte della loro fama, al di là dei meriti musicali e all'impegno politico, è dovuta alle loro azioni iconoclaste della prima parte della carriera e alla misteriosa scomparsa (probabile suicidio) di Richey James Edwards, chitarrista e autore di molti testi del gruppo.

## Storia del gruppo

### I primi anni (1986 - 1991)
La band - originariamente chiamata "Betty Blue" - si formò nel 1986 a Blackwood, nel Galles, ad opera di James Dean Bradfield (voce e chitarra), da suo cugino Sean Moore (batteria), Nicky Wire (vero nome Nicholas Jones, chitarra ritmica, fratello del poeta Patrick Jones) e Flicker (basso, vero nome Miles Woodward).
Durante tale periodo James Bradfield provò a scrivere i testi, ma lasciò presto il compito a Nicky Wire. Nel frattempo Jenny Watkins-Isnardi, la prima fidanzata di Nicky, fu anche reclutata come prima cantante della band. Flicker lasciò la band nel 1988, ribadendo come la band si stesse allontanando dalle proprie radici punk.
Il gruppo continuò con la formazione a tre unità, con Nicky passato al basso, e nel 1989 pubblicò il primo singolo, intitolato Suicide Alley. L'artwork del singolo è ad opera dell'amico di scuola Richey James Edwards, poi entrato stabilmente nella band (chitarra ritmica, nonché coautore dei testi con Nicky Wire).
Nel 1990, firmarono un contratto per un EP con l'etichetta punk Damaged Good Records. Vide così la luce New Art Riot.
Successivamente, i Manic Street Preachers, chiamati dai loro fan più semplicemente Manics, firmarono per l'etichetta Heavenly Records. Il primo singolo per la nuova etichetta, Motown Junk (pubblicato il 21 gennaio 1991), evidenzia al meglio le radici punk dei quattro gallesi.
Negli anni successivi, i Manics, per il loro atteggiamento irriverente e oltraggioso, guadagnarono una pessima reputazione (comparabile a quella di band come Guns N' Roses e Sex Pistols, non a caso idoli della band), ma anche una solida e fedele base di fans. Nelle interviste dell'epoca rilasciate alla stampa musicale attaccarono molti gruppi come Slowdive (che Richey definì «peggiori di Hitler»), Ride, My Bloody Valentine, nonché numerosi gruppi della scena Madchester (come Happy Mondays e Stone Roses). Il manifesto dei Manics fu il seguente: pubblicare un album che avrebbe venduto più di "Appetite for Destruction" dei Guns N' Roses, fare un tour mondiale con tre serate come gruppo headliner allo stadio di Wembley, dopodiché sciogliersi.
Il rapporto d'amore/odio coi media è documentato al meglio nel successivo singolo su etichetta Heavenly, You love us.
In una ormai leggendaria intervista col giornalista del New Musical Express Steve Lamacq, Richey Edwards incise le parole 4 Real sul suo braccio con una lametta per garantire l'autenticità della band. Fu portato in ospedale e gli furono applicati 17 punti di sutura.
Pochi giorni dopo, la band firmò per la Sony e cominciò a lavorare per l'album di debutto.

### Da Generation Terrorists a The Holy Bible (1992-1995)
L'album di debutto della band gallese è intitolato Generation Terrorists (il titolo originale era Culture, Alienation, Boredom And Despair). La band intraprese un tour mondiale, ricavandone un seguito sorprendente soprattutto in Giappone, ma fallì la difficile prova del mercato statunitense. Tale flop è forse dovuto alla contemporanea esplosione della scena grunge.
Mercato americano a parte, Generation Terrorists è un album innovativo se non rivoluzionario sotto molti punti di vista: contraddistinto dalla durata di oltre 70 minuti, ha numerosi riferimenti letterari, tra cui Albert Camus, Sylvia Plath e George Orwell. L'album fu un successo di vendite, oltre 250 000 copie, e la riprova di tale successo fu la pubblicazione di ben 6 singoli.
Le vendite furono nettamente inferiori a quelle di Appetite for Destruction, tuttavia la band non si sciolse, ma incise un ulteriore singolo (una reinterpretazione rock di Suicide Is Painless) che divenne il primo singolo dei Manics ad entrare nella top ten inglese dei singoli, ed iniziò a lavorare al secondo album.
Il secondo lavoro della band, Gold Against the Soul, raggiunse la posizione numero 8 nelle classifiche britanniche. La natura dei testi cambia, con Richey e Nicky che evitano rabbiosi riferimenti politici tipici del primo lavoro, per dedicarsi a composizioni più malinconiche, così come accade anche al sound dell'album, sicuramente più soft e meno spigoloso rispetto all'esordio.
Una traccia in particolare, il singolo La Tristesse Durera è un tributo a Vincent van Gogh, basato sulla riflessione di Theo Van Gogh successiva al suicidio di suo fratello: «La tristezza durerà in eterno». La band si allontanò anche dalla sua immagine glam, adottando un look più conforme, stile hard rock.
Purtroppo successivamente i problemi di Edwards degenerarono in patologie quali automutilazione, anoressia nervosa e alcolismo, che lo costrinsero al ricovero in una clinica privata per malati mentali, e la band suonò in alcuni festival con la formazione ridotta a 3 componenti. 
Il terzo lavoro della band, The Holy Bible, pubblicato nell'agosto 1994, consacra la band come oggetto di culto: l'album è acclamato dalla critica e dai fan, ma nonostante ciò le vendite sono modeste. L'album rappresenta un ulteriore cambio di direzione, sia nella musica che nel look: ai vestiti da hard rocker fanno posto uniformi militari, così come le classiche sonorità metal fanno spazio ad un sound più cupo, gotico. Non a caso durante il periodo di registrazione dell'album, il disco più ascoltato dalla band fu Unknown Pleasures dei Joy Division. I testi sono opera per tre quarti di Richey Edwards, e risultano anch'essi più introspettivi rispetto alle precedenti composizioni.
In una ormai storica esibizione al programma inglese Top of the Pops, la band eseguì il primo singolo Faster indossando abiti militari, suscitando numerose polemiche per presunte simpatie per gruppi irlandesi paramilitari, ma tutto ciò si rivelò solo un polverone sollevato dalla stampa britannica.
Il 1º febbraio 1995 un evento scuote la band: Richey James Edwards scompare dall'Embassy hotel a Bayswater Road a Londra dopo averlo lasciato alle 7 del mattino. La sua auto fu trovata abbandonata il 14 febbraio 1995 alla stazione di servizio Severn View, vicino ad un ponte sul fiume Severn. Da allora non è stato più rivisto, sebbene vi siano stati numerosi presunti avvistamenti (anche in India).
Lo shock per i tre gallesi fu grande, l'ipotesi di scioglimento fu presa molto seriamente in considerazione, ma fu proprio la famiglia di Edwards a convincere Bradfield, Moore e Wire a continuare.
Il loro primo lavoro successivo alla scomparsa di Edwards fu una reinterpretazione di Raindrops Keep Falling On My Head per Help, pubblicato nel 1995 per aiutare le vittime della guerra in Bosnia ed Erzegovina.

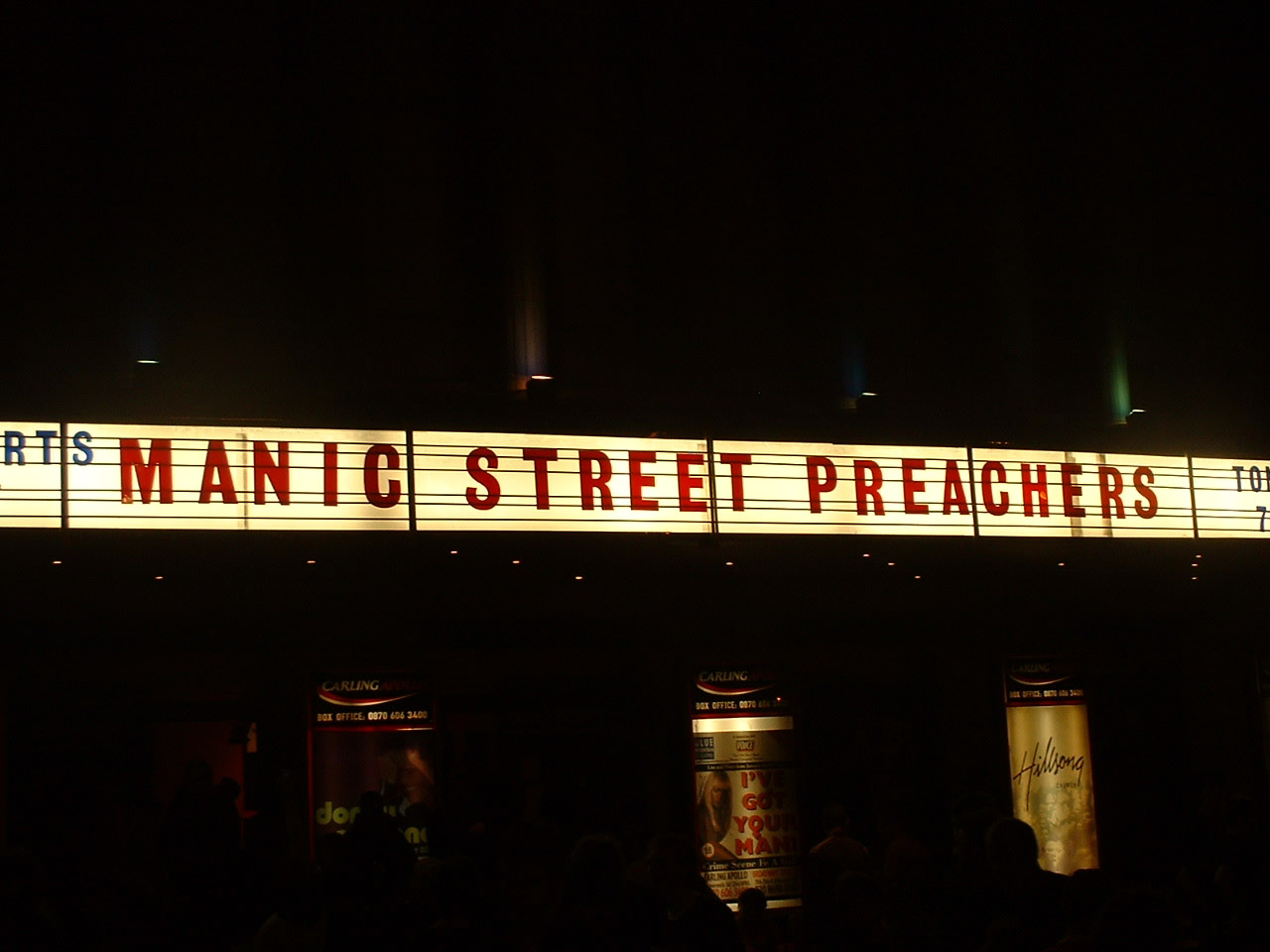
Manic Street Preachers

### L'era post Richey Edwards, da Evertything Must Go a Lifeblood (1996 - 2005)
Il primo album senza Edwards, Everything Must Go, che contiene 5 testi scritti interamente o in parte dallo stesso Edwards, fu un sorprendente e travolgente successo, sia in termini di critica che di vendite, e sancì la definitiva rinascita (e consacrazione) della band. I rimanenti testi furono scritti da Wire: tra di essi A Design for Life, hit che si classificò al numero 2 nelle classifiche britanniche, e che ebbe un notevole successo anche in Italia. A design for Life diventò nel Regno Unito un autentico inno della working class, e fece guadagnare alla band il titolo di gruppo più amato degli anni novanta in Gran Bretagna insieme agli Oasis.
Il look della band cambiò ancora: rinunciando agli eccessi del passato si passò ad uno stile più sobrio e casual, presente ancora oggi. Ma il messaggio di A Design for Life fu da molti male interpretato (We don't talk about love/We only want to get drunk, che voleva essere una critica verso chi ritiene erroneamente la working class priva di valori e di profondità culturale, diventò per molti un inno all'ubriachezza). Ebbero un grande successo anche gli altri singoli estratti dall'album, Australia, Everything Must Go e Kevin Carter.
Nel 1998 esce This Is My Truth Tell Me Yours che, proseguendo quanto musicalmente era stato intrapreso nel precedente lavoro, consacra i Manics in tutto il mondo. Il singolo If You Tolerate This Your Children Will Be Next si riferisce alla guerra civile spagnola e fu ispirato sia dal capolavoro letterario di George Orwell Omaggio alla Catalogna che dalla canzone dei Clash Spanish Bombs. In tale canzone è presente una frase abbastanza forte («so if I can shoot rabbits then I can shoot fascists», che è una citazione di un contadino gallese che andò a combattere nella guerra civile spagnola tra le file delle brigate internazionali comuniste). L'album include anche le hit You Stole The Sun From My Heart, Tsunami e The Everlasting. Questa canzone in particolare, una malinconica ballata, ha riscontrato un clamoroso successo di programmazione radio-tv anche in Italia, dove i Manics nel 1998 si esibirono in occasione degli MTV Europe Music Awards.
Ma l'immagine di band del circuito rock mainstream poco si addice al trio gallese, che pertanto nel 2000 adotta la scelta commercialmente suicida di pubblicare il singolo ad edizione limitata The Masses Against The Classes, con totale assenza di promozione (nessuna pubblicità, nessun videoclip). Nonostante ciò l'EP raggiunge il primo posto nella UK Singles charts, e ciò è la riprova della solida base di fan della quale i Manic Street Preachers ormai dispongono, fan che apprezzano tra le altre cose il ritorno ad un rock più spigoloso e duro, molto vicino agli esordi. Il testo prende il nome da una citazione del Primo Ministro inglese William Ewart Gladstone («All the world over, I will back the masses against the classes»).
In occasione del capodanno del 2000, i Manic Street Preachers tengono un memorabile concerto al Millennium Stadium di Cardiff, probabilmente il momento più alto della loro carriera in termini di popolarità, documentato da un DVD pubblicato qualche mese dopo.
Nel 2001 confermano la loro vena anticonformista diventando la prima rock band occidentale a suonare a Cuba (al teatro Karl Marx), dove incontrarono il presidente Fidel Castro. Il tutto è documentato nel DVD Louder Than War dove però l'aspetto musicale è paradossalmente un po' trascurato, lasciando spazio alle tematiche sociopolitiche stanti alla base del viaggio.
In questo concerto hanno suonato molte delle tracce del successivo album Know Your Enemy, un disco sperimentale, molto eclettico e di grande lunghezza. La scelta dei singoli però non si rivela molto azzeccata, e, almeno al di fuori del Regno Unito, l'album si rivela un flop commerciale, deludendo le attese dei fan più recenti, abituati a sonorità più soft. Invece molti appassionati di vecchia data apprezzano questa ennesima evoluzione, che chiude il cerchio riportando la band alle rudi sonorità degli inizi. La canzone Ocean Spray fu scritta da James Bradfield in onore della battaglia combattuta dalla madre contro un tumore (morì nel 1999). I primi singoli dell'album, So Why So Sad e Found That Soul, furono pubblicati in simultanea: un esperimento ancora una volta commercialmente suicida (ma che fa felice i fan), con un solo precedente della band Lush nel 1994. Il quarto singolo è Let Robeson Sing dedicate al cantante Paul Robeson che subì all'inizio del 1950 la confisca del passaporto da parte del Dipartimento di Stato Americano.
Il greatest hits (con in più alcuni remix) Forever Delayed fu pubblicato nel 2002. L'album include 2 nuove canzoni Door To The River e There By The Grace Of God (pubblicata come singolo), mentre, quasi a voler far confusione, una canzone chiamata proprio Forever delayed è pubblicata come inedito nella raccolta di B-side, cover e rarità Lipstick Traces (del 2003), che testimonia ancora una volta la bontà compositiva del trio gallese e l'ecletticità nella scelta di cover (si spazia da Last christmas degli Wham! fino ai Clash, passando per Burt Bacharach). L'album include l'ultima canzone registrata con Edwards ancora nella band, Judge Yr'self che doveva far parte originariamente della colonna sonora del film di Sylvester Stallone Dredd - La legge sono io.
Il settimo lavoro in studio della band, Lifeblood, fu pubblicato il 1º novembre 2004 ed è stato un insuccesso commerciale persino in Gran Bretagna, fermandosi alla posizione 13 delle classifiche. Il lavoro ha avuto critiche controverse, spaccando anche la comunità dei fan: molti lamentano sonorità troppo leggere non in linea con l'anima punk del gruppo, ma la maggior parte degli appassionati tende a considerare questo lavoro di ottima qualità e sottovalutato. A testimonianza del flop commerciale, la pubblicazione di due soli singoli, The Love of Richard Nixon e Empty Souls. L'album fu seguito da un tour nelle arene indoor britanniche nel dicembre 2004, con la presenza di un secondo chitarrista (ciò non accadeva dai tempi di Richey Edwards), per rendere il suono più possente. Tale decisione fu accolta con una certa soddisfazione dalla maggioranza dei fan.

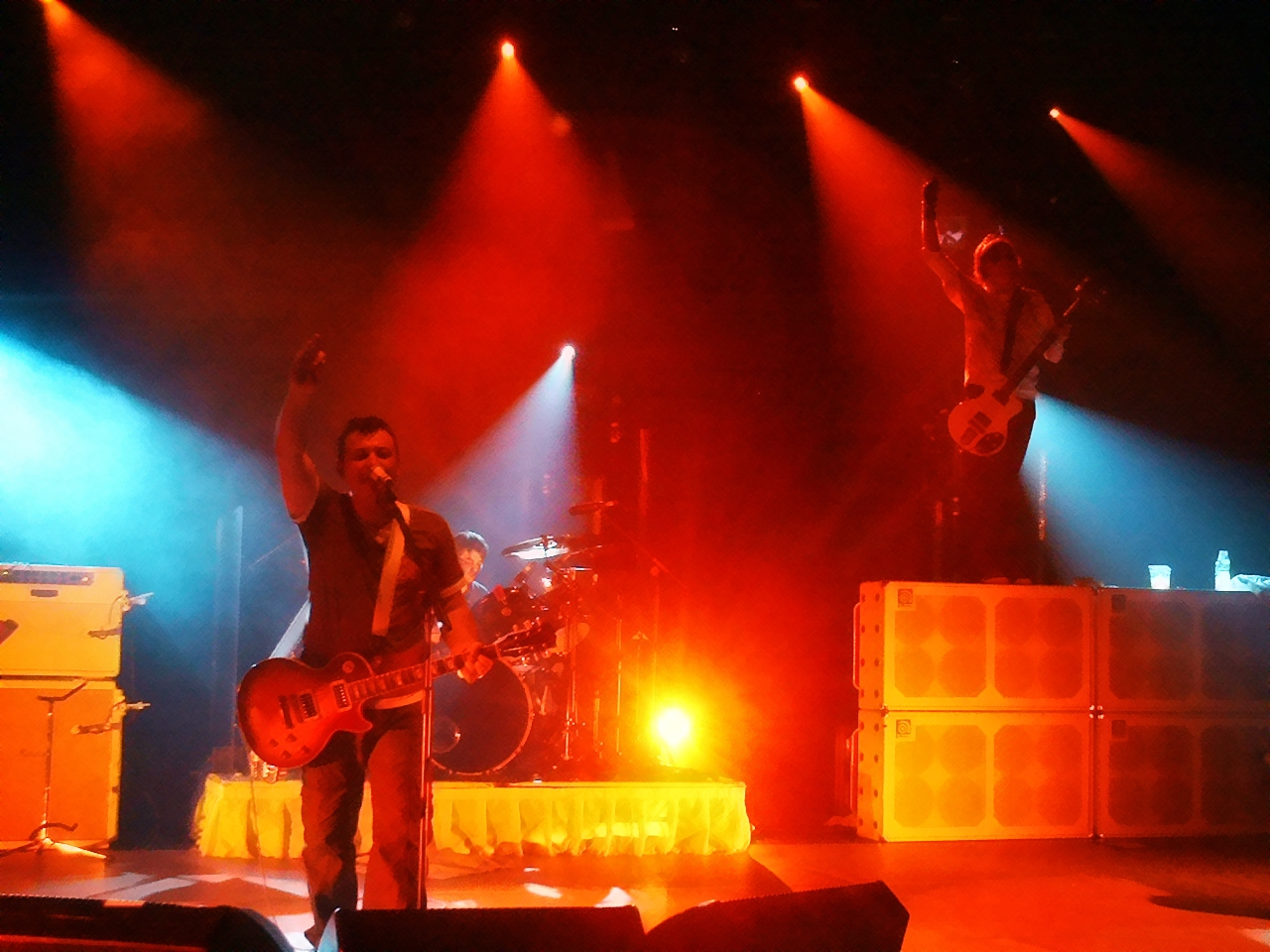
Concerto finale del Past-Present-Future tour a Londra, 19 aprile 2005

Il decimo anniversario di The Holy Bible fu celebrato il 6 dicembre 2004 con una versione digitale rimasterizzata, un cd con rari remix e un DVD con esibizioni live e interviste.
Il 19 aprile 2005, i Manics suonarono nell'esibizione finale del Past-Present-Future tour, e durante il concerto annunciarono, tra lo sconcerto dei fan presenti, che nei successivi 2 anni non ci sarebbero state altre esibizioni live. Lo sconcerto dei fan fu misto a preoccupazione, perché uno stop così lungo, correlato agli ultimi insuccessi di vendite, avrebbe potuto far pensare ad uno scioglimento. Ma, per ringraziare la fedeltà dei fan, la band pubblicò un EP intitolato God Save the Manics, distribuito al concerto, e disponibile in rete (con download gratuito).
Nel settembre 2005, la band contribuì con l'inedito Leviathan all'album di beneficenza Help!: A Day in the Life.

### Progetti solisti (2006)
Nel tardo 2005, sia Bradfield che Wire annunciarono di voler pubblicare album solisti, preceduti dai singoli Break My Heart Slowly di Wire e That's No Way To Tell A Lie di Bradfield. Successivamente vennero pubblicati i rispettivi album, The Great Western di Bradfield nel luglio 2006 e I Killed The Zeitgeist di Nicky Wire nel settembre dello stesso anno. Da segnalare una esibizione di James Dean Bradfield al V festival 2006.

### Send Away the Tigers e Journal for Plague Lovers (2007 - 2009)
Il 5 febbraio 2007 il trio gallese annuncia un tour britannico per maggio per supportare il nuovo album, l'ottavo in studio, Send Away the Tigers, pubblicato il 7 maggio dalla Columbia Records. La band annuncia anche numerose date in festival europei (Germania, Svezia, Svizzera, Paesi Bassi, manca ancora una volta l'Italia) e anche in Giappone.
Il lavoro, anticipato da una lusinghiera recensione della BBC che lo descrive come il migliore album dei Manics degli ultimi 10 anni, è definito dalla band come il giusto ibrido tra le rudi sonorità degli esordi e la malinconia dei primi album post-Edwards, e la descrizione risulta pertinente.
Un download gratuito della canzone Underdogs è stato disponibile nel sito ufficiale, per ringraziare ancora una volta i fan per l'attaccamento mostrato negli anni. Il primo singolo estratto da Send Away the Tigers è Your Love Alone Is Not Enough cantato da James Dean Bradfield insieme alla cantante dei Cardigans Nina Persson. Il singolo ha avuto un pessimo debutto nelle classifiche britanniche piazzandosi alla posizione 26, ma la settimana successiva ha poi avuto una clamorosa ed inaspettata risalita fino alla posizione numero 2. La canzone ha anche una buona programmazione nelle radio e tv italiane, in particolare su MTV.
Ottimo successo anche per l'album, che raggiunge anch'esso la seconda posizione nelle classifiche del Regno Unito, grazie anche ai due successivi singoli, Autumn song e Indian Summer. Per quanto riguarda l'attività live successiva all'uscita dell'album, un vero e proprio tour viene intrapreso solo nel Regno Unito, mentre oltremanica le date continuano ad essere sporadiche ed anche in posti insoliti rispetto ai normali circuiti (ad esempio la band nell'autunno 2007 è andata a suonare in Spagna, ma anche in Grecia e Turchia, ignorando paesi come Francia e Italia).
Il 18 maggio 2009 viene pubblicato il nono album, Journal for Plague Lovers. Tutti i testi sono di Richey Edwards, componente del gruppo scomparso nel 1995. Il lavoro ha ricevuto recensioni molto positive.

### Postcards from a Young Man (2010)
Annunciato a giugno, nel settembre 2010 è uscito il decimo album, Postcards from a Young Man. Contemporaneamente è partito un tour nel Regno Unito con i British Sea Power come band di supporto. L'album è stato anticipato dal singolo (It's Not War) Just the End of Love. Successivamente sono stati estratti Some Kind of Nothingness, al quale ha partecipato Ian McCulloch, leader degli Echo & the Bunnymen, e Postcards from a Young Man, la canzone che dà il titolo al disco.

### Rewind the Film (2013)
L'8 luglio 2013 il gruppo annuncia sul proprio sito web e sulla propria pagina di Facebook l'uscita del nuovo album, Rewind the Film, prevista per il 16 settembre. L'undicesimo lavoro dalla band è anticipato dall'omonima traccia (che, però, non sarà il primo singolo estratto), frutto della collaborazione con Richard Hawley.

## Formazione

### Formazione attuale
- James Dean Bradfield - voce, chitarra (1986-)
- Sean Moore - batteria (1986-)
- Nicky Wire - chitarra (1986-1988), basso (1988-)

### Ex componenti
- Jenny Watkins-Isnardi - voce (1986)
- Miles Woodward (Flicker) - basso (1986-1988)
- Richey Edwards - chitarra (1990-1995)

## Discografia

### Album in studio
- 1992 - Generation Terrorists
- 1993 - Gold Against the Soul
- 1994 - The Holy Bible
- 1996 - Everything Must Go
- 1998 - This Is My Truth Tell Me Yours
- 2001 - Know Your Enemy
- 2004 - Lifeblood
- 2007 - Send Away the Tigers
- 2009 - Journal for Plague Lovers
- 2010 - Postcards from a Young Man
- 2013 - Rewind the Film
- 2014 - Futurology
- 2018 - Resistance Is Futile
- 2021 - The Ultra Vivid Lament
- 2025 - Critical Thinking

### Raccolte
- 2002 - Forever Delayed
- 2003 - Lipstick Traces (A Secret History of Manic Street Preachers)
- 2011 - National Treasures - The Complete Singles

### EP
- 1990 - New Art Riot
- 1992 - Stars and Stripes
- 1994 - Life Becoming a Landslide EP
- 2001 - Know Our B-Sides
- 2005 - God Save the Manics
- 2009 - Journal for Plague Lovers Remixes E.P.

## Videografia

### DVD/VHS
- 1997 - Everything Live
- 2000 - Leaving the 20th Century
- 2001 - Louder Than War
- 2002 - Forever Delayed